# Бањалучки илегалац: Сјећања Жарка Ластрића
Бањалучки илегалац: Сјећања Жарка Ластрића је критичко издање мемоара Жарка Ластрића коју су приредили Владан Вуклиш и Маријана Тодоровић Билић, објављена 2020. године у издању "Удружења архивских радника Републике Српске" и "Архива Републике Српске" из Бања Луке.

## Приређивачи
- Владан Вуклиш је рођен 1984. године у Бања Луци. Вуклиш је историчар и архивиста, запослен у Архиву Републике Српске. дипломирао је на Одсјеку за историју Филозофског факултета у Бања Луци. Магистарску тезу је одбранио 2013. године.[2]
- Маријана Тодоровић-Билић је рођена 1981. године у Бања Луци. Запослена је као архивиста у Архиву Републике Српске у Бања Луци.

Дипломирала је историју на Филозофском факултету У Бања Луци 2007. године. 2015. године на истом факултету је завршила посдипломске студије.

## О књизи
Књига Бањалучки илегалац: Сјећања Жарка Ластрића представља критичко издање мемоара домобранског официра који је у Бања Луци за време окупације као обавјештајац радио за партизане.
Учешће породице Ластрић у политичком животу је оригинални текст написан у 23 наставка настао током интервјуа који су вођени од 11. јуна до 3. децембра 1975. године у Архиву Босанске Крајине у Бања Луци.
Ова књига је настала на основу тог текста а приредили су је Владан Вуклиш и Маријана Тодоровић Билић уз Верицу М. Стошић као стручног сарадника. Материјал је пресложен тематски и хронолошки и додато му преко 400 критичких напомена.
Сећања Жарка Ластрића говоре о животу породице Ластрић, политичком раду његовог оца, одрастању браће и његовом запошљавању, улози у политичком животу Крајине, учешћу у развоју фудбала у Бања Луци, као и о учешћу породице у Другом светском рату. Жарко Ластрић је био мобилисан у хрватско домобранство као интендантски официр. Илегално је радио за партизане тако што им је достављао информације и војну опрему. Био је члан једне илегалне групе која је деловала у Бања Луци током рата. Његов оригинални текст описује његов илегални рад као и сећања на многе личности и мноштво података о локалним дешавањима.

### Жарко Ластрић
Жарко Ластрић је био син Јакова Ластрића посланика Уставотворне скупштине Краљевине СХС и једног од водећих бањалучких комуниста. Браћа су му били Здравко и Бранко Ластрић учесници НОБ-а.